# Brugge
Brugge (nizozemsko Brugge, izgovorjava [brʏɣə]; francosko Bruges, izgovorjava [bʁyːʒ]) je glavno in največje mesto Zahodne Flandrije v regiji Flandrija v Belgiji, ki leži na severozahodu države.
Območje celotnega mesta meri več kot 13.840 hektarjev, od tega 1075 hektarjev ob obali, v kraju Zeebrugge (od Brugge aan zee, kar pomeni 'Brugge ob morju'). Zgodovinsko središče mesta, veliko približno 430 hektarjev, je na Unescovem seznamu svetovne dediščine . Mesto ima 117.073 prebivalcev (1. januarja 2008), od tega jih okoli 20.000 živi v središču mesta. Metropolitansko območje zajema površino 616 km² in ima od 1. januarja 2008 skupno 255.844 prebivalcev.
Tako kot nekatera druga severna mesta s kanali, kot je Amsterdam, ga včasih imenujejo tudi severne Benetke. Mesto je zaradi svojega pristanišča pomembno za gospodarstvo in je bilo nekoč eno glavnih trgovskih mest na svetu. Brugge je znan kot sedež Univerze  Evrope (College of Europe), elitnega univerzitetnega inštituta za podiplomski evropski študij, ki velja za "EU-jev Oxbridge".

## Izvor imena
Kraj se najprej omenja v zapisih Bruggas, Brvggas, Brvccia v 840-875, nato kot Bruciam, Bruciam (892), Brutgis uico (proti koncu 9. stoletja), in portu Bruggensi (1010), Bruggis ( 1012), Bricge (1037 v anglosaški kroniki), Brugensis (1046), Brycge (1049–1052, spet v anglosaški kroniki), Brugias (1072), Bruges (1080–1085), Bruggas 1084), Brugis (1089) in Brugge (1116).
Ime najverjetneje izhaja iz starega nizozemskega jezika za 'most' – brugga. Beseda je primerljiva tudi s srednjenizozemskim brucge, brugge (ali brugghe, brigghe, bregghe, brogghe) in sodobno nizozemsko bruggehoofd ('most') in brug ('most'). Oblika brugghe bi bila južnonizozemska različica. Nizozemska beseda izhaja iz pragermanske oblike *brugjǭ.

## Zgodovina

### Izvor
V prazgodovini je bil Brugge obalno naselje. Naselji bronaste in železne dobe nista povezani z razvojem srednjeveškega mesta. Prve utrdbe so bile na območju Bruggea zgrajene, ko je Julij Cezar osvojil galsko pleme Menapijce v 1. stoletju pred našim štetjem, da bi zaščitil obalno območje pred pirati. Franki so prevzeli celotno regijo od poromanjenih Galcev okrog 4. stoletja in jo upravljali kot regijo Flandrijo (pagus Flandrensis). Napadi Vikingov v 9. stoletju so spodbudili grofa Baldvina I. Flandrijskega, da je utrdil rimske utrdbe. Trgovina je tedaj uspevala z Anglijo in Skandinavijo. Zgodnje srednjeveško naselje je nastalo v 9. in 10. stoletju.

### Zlata doba (12. do 15. stoletje)
Brugge je postal pomemben zaradi plimovanja, ki je bila pomembna za lokalno trgovino. Zaliv se je imenoval Zlati zaliv. 27. julija 1128 je dobil svojo mestno listino. Zgradili so novo obzidje in kanale. Leta 1089 je postal glavno mesto grofije Flandrije. Postopno zasipavanje je leta 1050 povzročilo, da je mesto izgubilo neposreden dostop do morja. Po nevihti leta 1134 pa je nastal naravni kanal v Zwinu in dostop do morja je bil spet mogoč (Zwin je naravni rezervat na obali Severnega morja, na belgijsko-nizozemski meji, ki ga sestavlja vzhodno območje nekdanjega plimskega zaliva, ki je v srednjem veku povezoval Severno morje s pristanišči Sluis in Bruges v notranjosti – zaščiten je z Ramsarsko konvencijo). Nov morski rokav se je razprostiral vse do mesta Damme, ki je postalo trgovinska postaja za Brugge.

### Trgovina
Brugge je imel strateško lego na križišču severne Hanzeatske zveze in južnih trgovskih poti. Že na začetku 13. stoletja je bil vključen v flamske in francoske tekstilne sejme. Ko pa so stari sejmi propadli, so se podjetniki iz Bruggea bolj uveljavili. Prenovili so sejme, prevzeli nove oblike trgovinskega kapitalizma, pri čemer je več trgovcev delilo tveganja in dobičke ter združilo svoje znanje o trgovini. Uvedli so ali iz Italije prevzeli nove oblike gospodarske izmenjave, vključno z menicami (tj. zadolžnicami) in akreditivi . Mesto je sprejelo tuje trgovce, predvsem portugalske, ki so prodajali poper in druge začimbe.
S ponovnim uresničevanjem mestnega življenja v 12. stoletju so se v zavetju mestnih obzidij razvili trg volne, tkanje volne in trg sukna, presežki so se varno nabirali pod pokroviteljstvom flandrijskega grofa. Mestni podjetniki so dosegli gospodarsko kolonizacijo angleških in škotskih  okrožij s pridobivanjem volne. Angleški stiki so prinesli Normandiji žito in Gaskonji vino. Hanzeatske ladje so napolnile pristanišče, ki ga je bilo treba razširiti od kraja Damme do Sluysa, da bi lahko namestili nove ladje. Leta 1277 je v pristanišče priplula prva trgovska flota iz Genove in Brugge je postal glavna povezava za trgovino Sredozemlja. Ta razvoj je odprl ne le trgovino z začimbami iz Levanta, temveč tudi napredne trgovske in finančne načine ter poplavo kapitala, ki je kmalu prevzel bančništvo v Bruggeu. Borza se je začela leta 1309 (najverjetneje prva borza na svetu) in se razvila v najsodobnejši denarni trg v državah današnjega Beneluksa v 14. stoletju. Ko so se leta 1314 prvič pojavile beneške galeje, so bile že zamudnice. Številni tuji trgovci so bili v Bruggeu dobrodošli, na primer kastiljski trgovci z volno, ki so prispeli v 13. stoletju. Po koncu kastiljskega monopola z volno so bili Baski, ki so se priselili iz Bilbaa, zelo uspešni kot trgovci (volna, železnina itd.). Sredi 15. stoletja so v Bruggeu ustanovili svoj poslovni konzulat.  Tuji trgovci so razširili mestna trgovska območja. Ohranili so ločene skupnosti, ki so jih urejali njihovi zakoni, do gospodarskega propada po letu 1700.
Tovrstno bogastvo je povzročilo družbene prevrate, ki jih je obvladovala milica. Leta 1302 pa se je po nočnem pokolu francoskega garnizona v Bruggeu, ki so ga izvedli pripadniki lokalne flamske milice 18. maja 1302 (brugse metten), prebivalstvo združilo s flandrijskim grofom proti Francozom, kar se je končalo  11. julija z zmago v bitki pri Kortrijku. Kip Jana Breydla in Pietra de Conincka, vodje vstaje, je na Velikem trgu. Mesto je ohranilo milico kot stalno paravojaško telo. Pridobila je prožnost in visok ugled s tesnimi povezavami s cehom organizirane milice, ki so jo sestavljali strokovnjaki in specializirane enote. Pripadniki milice so kupovali in vzdrževali svoje orožje in oklepe glede na svoj družinski status in bogastvo.
Konec 14. stoletja je mesto Brugge postalo eno od  štirih članov Flandrije (nizozemsko Vier Leden) skupaj  z mesti Brugse Vrije, Gent in Ypres. Skupaj so ustanovili parlament, vendar so se pogosto prepirali. 
V 15. stoletju je Filip Dobri, burgundski vojvoda, ustanovil dvor v Bruggeu, Bruslju in Lillu ter privabljal številne umetnike, bančnike in druge pomembne osebnosti iz vse Evrope.  Tkalci in predilci iz Bruggea naj bi bili najboljši na svetu, prebivalstvo Bruggea pa se je v tem času okrog leta 1400 povečalo na vsaj 125.000 in morda 200.000.
Nova tehnika oljnega slikanja flamske šole je postala svetovno znana. Prvo knjigo v angleščini, ki je bila kdaj natisnjena, je v Bruggeu objavil William Caxton. To je bilo takrat, ko sta Edvard IV. in Rihard III. tukaj živela v izgnanstvu.

### Nazadovanje po letu 1500
V začetku okrog leta 1500 je kanal Zwin (Zlati zaliv) omogočil mestu blaginjo, vendar se je kmalu začel zamuljevati in zlata doba se je končala. Mesto je kmalu zaostajalo za Antwerpnom, ki je dobil gospodarsko vodilno vlogo držav na območju današnjega Beneluksa. V 17. stoletju se je zmanjšalo izdelovanje čipk. Nastala so različna prizadevanja za vrnitev lepe preteklosti. V šestdesetih letih je bilo mesto zatočišče za Karla II. in njegov dvor v izgnanstvu. Pomorska infrastruktura je bila sodobna, zgrajene so bile nove pomorske povezave, vendar brez velikega uspeha, saj je Antwerpen postajal vse močnejši. Brugge je postal osiromašen in je postopoma izgubil pomen. Prebivalstvo se je do leta 1900 zmanjšalo z 200.000 na 50.000.
Simbolist George Rodenbach ga je v svojem romanu Brugge-la-Morte imenoval zaspano mesto, po njem je bila prirejena opera Ericha Wolfganga Korngolda Die tote Stadt (Mrtvo mesto).

### 19. stoletje in pozneje: oživitev
V zadnji polovici 19. stoletja je Brugge postal zanimiv turistični cilj, privabljal je bogate britanske in francoske turiste. Do leta 1909 je delovalo Društvo za izboljšanje turizma.
V prvi svetovni vojni so nemške sile zasedle Brugge, vendar mesto ni bilo poškodovano. Zavezniki so ga osvobodili 19. oktobra 1918. Leta 1940 v drugi svetovni vojni so mesto znova zasedli Nemci in spet prihranili uničenje. 12. septembra 1944 so ga osvobodili kanadski vojaki.
Po letu 1965 je izvirno srednjeveško mesto doživelo renesanso. Obnove stanovanjskih in poslovnih objektov, zgodovinskih spomenikov in cerkev so v starodavnem središču mesta prinesle povečanje turističnih in gospodarskih dejavnosti. Mednarodni turizem se je razcvetel, nova prizadevanja pa so Bruggeu leta 2002 prinesla naslov evropska prestolnica kulture. Letno ga obišče okoli 2 milijona turistov.
Pristanišče Zeebrugge je bilo zgrajeno leta 1907. Nemci so ga uporabljali za svoje podmornice v prvi svetovni vojni. V sedemdesetih in zgodnjih osemdesetih letih se je močno razširilo in postalo eno najpomembnejših in sodobnih evropskih pristanišč.

## Geografija
Občina Brugge obsega:
- zgodovinsko mestno jedro Bruggea, Sint-Jozef in Sint-Pieters (I)
- Koolkerke (II)
- Sint-Andries (III)
- Sint-Michiels (IV)
- Assebroek (V)
- Sint-Kruis (VI)
- Dudzele (VII)
- Lissewege (s Zeebrugge in Zwankendamme) (VIII)

## Znamenitosti
Brugge ima večino svoje srednjeveške arhitekture nedotaknjene, zaradi česar je eno izmed najbolj ohranjenih srednjeveških mest v Evropi. Zgodovinsko središče je od leta 2000 na Unescovem seznamu svetovne dediščine . Mnoge njegove srednjeveške stavbe so pomembne, med njimi  Marijina cerkev, katere opečni zvonik je visok 122,3 m in je eden največjih opečnih stolpov na svetu. Kip Marija in otrok, ki ga lahko vidimo v transeptu, naj bi bil edini Michelangelov kip, ki je zapustil Italijo.
Najbolj znana znamenitost je Brugški zvonik iz 13. stoletja, v katerem je občinski kariljon z 48 zvonovi, del Unescove svetovne dediščine. Mesto še vedno polno zaposluje kariljonerja, ki redno prireja brezplačne koncerte.
Druge znane stavbe so še:
- samostan begin (béguinage)
- bazilika svete Krvi (nizozemsko Heilig-Bloedbasiliek). Relikvijo Svete krvi, ki jo je v mesto prinesel Thierry Alzaški po drugi križarski vojni, vsako leto nosijo po ulicah mesta. Več kot 1600 prebivalcev se udeleži te dolge verske procesije, veliko je oblečenih v srednjeveške viteze ali križarje
- sodobna koncertna dvorana (Concertgebouw)
- stara bolnišnica svetega Janeza
- stolnica svetega Salvatorja
- Groeningov muzej, ki ima obsežno zbirko srednjeveške in zgodnje moderne umetnosti z opazno zbirko flamskih mojstrov. Različni mojstri, med njimi Hans Memling in Jan van Eyck , so živeli in delali v Bruggeu
- mestna hiša na trgu Burg (Brugge)
- podeželski dvor (Provinciaal Hof)
- ohranjena stara mestna vrata: Kruispoort, Gentpoort, Smedenpoort in Ezelpoort. Dampoort, Katelijnepoort in Boeveriepoort so izginila

- Marijina cerkev
- Dijver, kanal in stolp Marijine cerkve
- Podeželski dvor
- Kruispoort
- Dweersstraat
- Samostan begin
- Kanal Groenerei
- Pogled s kanala Rozenhoedkaai
- Pogled iz zraka čez Brugge
- Strehe in hiše v starem središču
- Trg Burg z mestno hišo
- Steenstraat s stolnico svetega Salvatorja v ozadju
- Del trga Markt
- Bonne-Chière (mlin na veter)
- Rozenhoedkaai
- Odsev v kanalu

## Mednarodno sodelovanje
Načeloma Brugge do danes nikoli ni začel tesnega sodelovanja s pobratenimi mesti. Glavni razlog je, da bi bilo težko izbrati med mesti in da je že dovolj dela z drugimi mednarodnimi stiki. 
Zato je mesto v 1950-ih zavrnilo pobratenje z Nico in drugimi mesti, kar je belgijski veleposlanik podpisal brez predhodnega posvetovanja. V sedemdesetih letih je belgijski konzul v Oldenburgu z županom mesta Brugge podpisal izjavo o prijateljstvu, ki jo je poskušal predstaviti kot pobratenje.
Pobratenje med nekaterimi nekdanjimi občinami, združenimi z Bruggeem leta 1971, je bilo prekinjeno.
 Bastogne, Luxembourg (Belgija)Po drugi svetovni vojni in v 1970-ih je Brugge, natančneje Gasilska brigada iz Bruggea, navezal prijateljske stike z Bastognom. Vsako leto so na otoku Zeebrugge ponudili brezplačne počitnice otrokom iz mesta Nuts.
 Arolsen, Hessen, NemčijaOd 1950-ih do 1980-ih je bil Brugge pokrovitelj belgijskega Prvega regimenta konjeniške garde s sedežem v Arolsenu.
 Salamanca, Kastilija in Leon, ŠpanijaV obeh mestih, evropskih prestolnicah kulture leta 2002, je Brugge priredil nekaj izmenjav s Salamanco.
 Mons, province Hainaut, BelgijaLeta 2007 se je začelo kulturno in umetniško sodelovanje med mestoma Mons in Brugge.
 Burgos, Kastilija in Leon, Španija29. januarja 2007 sta župana mesta Burgos in Brugge podpisala izjavo o nameri o prihodnjem sodelovanju na kulturnem, turističnem in gospodarskem področju.

## Pomembni ljudje
| Ljudje rojeni v Bruggeu: | V 15. stoletju je mesto postalo magnet za številne ugledne osebnosti: |
| - Jan Breydel in Pieter de Coninck, borca za svobodo - Filip I. Kastiljski, prvi habsburški vladar v Španiji (1478–1506) - Simon Stevin, matematik in inženir (1548–1620) - Franciscus Gomarus, kalvinistični teolog (1563–1641) - Guido Gezelle, pesnik in duhovnik (1830–1899) - Isidore van Kinsbergen, nizozemsko-flamski graver, (1821–1905) - Filip Dobri, burgundski vojvoda je imel dvor v Bruggeu, Bruslju in Lillu - William Caxton, angleški trgovec, diplomat, pisatelj in tiskar | - Petrus Christus, flamski slikar - Gerard David, flamski slikar - Hans Memling, flamski slikar - Jan van Eyck, flamski slikar - Juan Luis Vives, španski znanstvenik in humanist - Simon Bening, flamski izdelovalec iluminiranih rokopisov - Levina Teerlinc, flamska izdelovalka iluminiranih rokopisov |

## Zanimivosti
- Brugge je znan po svojih čipkah. Mesto in še posebej ta tekstilna tehnika sta vir navdiha, ki sta sprožila filmsko serijo sodobnega multimedijskega umetnika Kimsooja Thread Routes . Druga epizoda tega projekta, posneta leta 2011, je bila delno posneta v Bruggeu.
- Po bruggeu se imenuje več vrst piva, kot so brugge blond, brugge tripel, brugs, brugse babbelaar, brugse straffe hendrik in brugse zot, vendar pa v samem v mestu v pivovarni Halve Maan še vedno varijo le brugse zot in brugse straffe hendrik.
- V Sint-Michielsu je zabaviščni park Boudewijn Seapark, ki ima delfinarij.
- Bruggejev patron je apostol Andrej.
- Literatura:
  - Bruges-la-Morte (Mrtvi Brugge), kratek roman belgijskega avtorja Georgesa Rodenbacha, prvič objavljen leta 1892. Libreto opere Ericha Wolfganga Korngolda Die Tote Stadt (Mrtvo mesto), je bil napisan leta 1920 in temelji na tej knjigi.
  - V Bruggeu, film britanskega režiserja Martina McDonagha, v katerem igrata Colin Farrell in Brendan Gleeson, je skoraj v celoti posnet v Bruggeu. Glavne točke in zgodovina mesta so v filmu večkrat omenjeni, prav tako nasprotujoča mnenja dveh glavnih oseb zgodbe.
  - Detektivske zgodbe Pietra Aspa se dogajajo v mestu Brugge.
  -  Nunina zgodba, dramatičen film družbe Warner Bros Pictures leta 1959, v njem igra Audrey Hepburn , se večinoma dogaja v Bruggeu.
  - Niccolò Rising, prvi del osmih knjig House of Niccolò Dorothy Dunnett, se dogaja v glavnem v Bruggeu, tudi v drugih delih je Brugge velikokrat omenjen.
  - Floris, nizozemska televizijska akcijska serija, ki jo je napisal Gerard Soeteman.
  - Roman Alana Hollinghursta The Folding Star se dogaja v Bruggeu.
  - V zadnjem poglavju romana Savla Bellowa Adventures of Augie March Augie se vozijo po Franciji na poti v Brugge.
  - V bollywoodskem filmu PK iz leta 2014 se zunanji prizori odvijajo v Bruggeu.
  - V filmski seriji Austin Powers je bil glavni antagonist dr. Evil, vzgojen v Bruggeu.
  - Nekateri prizori iz 6. epizode 2. sezone Agenti Shield (Marvelovi agenti S.H.I.E.L.D. ) se odvijajo v Bruggeu,  omenjeno, prikazano je lokalno pivo straffe hendrik.
  - Zgodba o Mariji iz Bruggea, ki jo odstranijo nacisti in nato vrnejo, je prikazana v filmu Varuhi zapuščine (The Monuments Men).